# Hœrdt
Hœrdt é uma comuna francesa na região administrativa de Grande Leste, no departamento Baixo Reno. Estende-se por uma área de 16,53 km². Em 2010 a comuna tinha 4 492 habitantes (densidade: 271,7 hab./km²).